# Callithrix kuhlii
Callithrix kuhlii är en däggdjursart som ingår i släktet silkesapor och familjen kloapor. IUCN kategoriserar arten globalt som sårbar. Inga underarter finns listade. Maximilian zu Wied-Neuwied var 1826 den förste som nämnde djuret i en avhandling, men det var ingen vetenskaplig beskrivning. Arten heter därför "Wied's marmoset" på engelska.

## Utseende
Denna silkesapa blir 20 till 23 cm lång (huvud och bål), har en 29 till 33 cm lång svans och väger 350 till 400 g. Hjässan kännetecknas av en vit fläck i mitten samt av svarta tofsar framför öronen. I jämförelse med Callithrix penicillata är tofsarna inte lika täta. Arten har tydlig ljusbrun päls på kinderna och ofta även på strupen. På bålens ovansida förekommer flera tvärliggande strimmor i vitaktig och svartaktig. Dessutom har svansen svarta och vita ringar. Främst på låren men ibland även på andra kroppsdelar har håren ett rödbrunt avsnitt nära roten vad som resulterar i rödbruna områden. Till skillnad från Callithrix jacchus har arten en allmänt mörkare päls. Enligt en annan källa väger hannar i genomsnitt 480 gram.

## Utbredning och ekologi
Denna silkesapa förekommer i östra Brasilien i delstaterna Bahia och Minas Gerais. Arten vistas där i regnskogar och andra fuktiga skogar. Liksom hos andra kloapor bildar individerna flockar med 5 till 15 medlemmar som har ett 10 till 40 hektar stort revir. Födan utgörs av olika växtdelar, naturgummi och några smådjur som insekter, grodor och ödlor.